# Karl Schranz
Karl Schranz (n. 18 noiembrie 1938, St. Anton am Arlberg, Tirol, Austria) este un schior alpin ce a reprezentat Austria, medaliat olimpic. A participat la 3 ediții ale Jocurilor Olimpice (1960, 1964, 1968) în care a câștigat o medalie de argint.